# Asparagus
Asparagus (ca: esparreguera, espàrrec) és un gènere de plantes dins la família Asparagaceae amb unes 300 espècies entre les quals l'esparreguera d'hort (= esparreguera cultivada) que produeix l'espàrrec cultivat o comercial i l'esparreguera boscana (= esparreguera borda, esparreguera de bosc) que produeix l'espàrrec de marge (espárrago de monte o triguero en castellà). La majoria de les espècies del gènere són de fulles persistents i són plantes perennes de llarga vida que creixen al sotabosc com lianes, arbusts o plantes enfiladisses. Hi ha espècies del gènere que són utilitzades com a planta ornamental.

## Ecologia
Adopten diverses formes vitals i es troben des de la selva plujosa als semideserts. La majoria són dispersats pels ocells que se'n mengen els fruits.

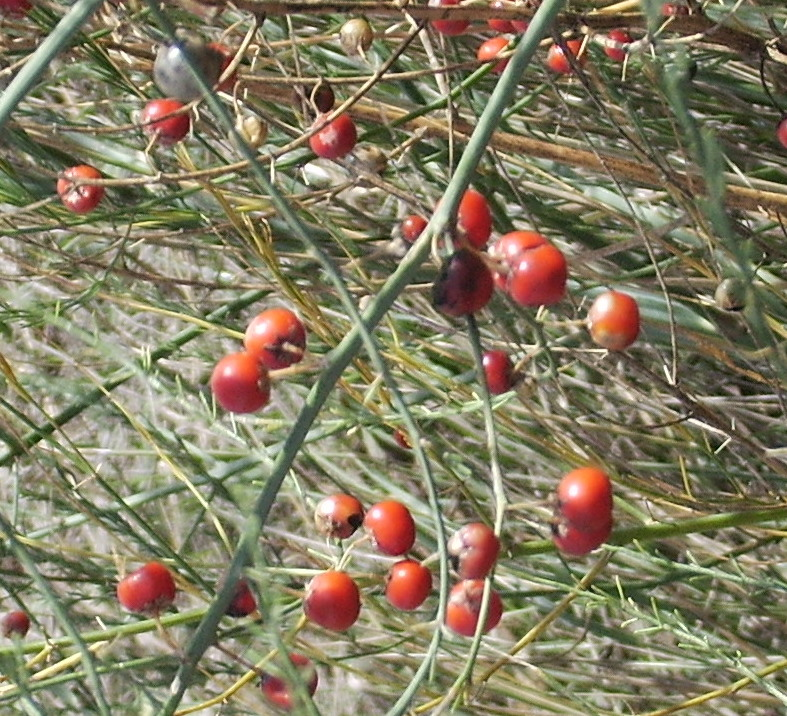
Els fruits de les esparregueres, com aquesta de cultivada, són atractius pels ocells

Algunes de les espècies ornamentals més conegudes són Asparagus aethiopicus (= A. sprengeri, A. "densiflorus"; esparreguera de Sprenger, esparreguera de jardí) i Asparagus plumosus (= A. "setaceus"; espareguera plomosa, esparreguera fina, esparreguera de jardí) assignades sovint de manera incorrecta (vegeu la taula de més avall) i que poden recordar a les falgueres però Asparagus són plantes amb flors.
A la Macaronèsia es troben ben adaptats a l'aridesa, també diverses espècies com Asparagus umbellatus, Asparagus scoparius, etc. que pertanyen a la laurisilva preserven la seva forma original de planta enfiladissa foliosa. En el clima mediterrani aquest gènere ha evolucionat des del Terciari a espècies amb punxes.
A l'Àfrica s'havien considerat gèneres diferents com Protasparagus i Myrsiphyllum però actualment s'han unit a Asparagus. La majoria d'espècies tenen tiges anomenades fil·locladis fotosíntètics en lloc d'autèntiques fulles. Asparagus officinalis, Asparagus schoberioides, i Asparagus cochinchinensis són plantes dioiques.

## Espècies invasores
A. asparagoides, problemàtica a Austràlia.
A. asparagoides, Asparagus aethiopicus (= A. sprengeri, A. "densiflorus") i A. scandens, problemàtiques a Nova Zelanda.

## Taxonomia
| Tàxons                                                     | sinònims (i subtàxons inclosos) | nom català | Distribució (WGSRPD) | Forma vital (f. v.); Alçària |
| ---------------------------------------------------------- | --- | --- | --- | ---------------------------- |
| Asparagus _Tourn. ex L.                                    | Asparagopsis (Kunth) Kunth, Protasparagus Oberm. | esparreguera [pr], espareguer, espareguera, espargolera, esparreguer, espàrrec [aspg], espàrec [aspg], espàrgol [aspg] | |                              |
| Asparagus acutifolius L.                                   | Asparagus corruda Scop. | esparreguera boscana [pr], esparreguera [pr2], esparreguera d'ombra, esparreguera borda 2, esparreguera de bosc, esparreguera de ca, esparreguera de garriga, esparreguera de menjar, esparreguera fonollera, espàrrec de marge [aspg], espàrrec [aspg], espàrrec bord [aspg], espàrrec silvestre [aspg], espàrrec boscà [aspg] | 12 Eur-SW (Fra, ICor, ISar, PCat, PVal, IBal, Esp, Por), 13 Eur-SE, 20 Afr-N, 34 As-W, | NPhan, Cham, -sc; 0,5-2 m    |
| Asparagus adscendens Roxb.                                 | | esparreguera ascendent, esparreguera de l'Índia 2 | 40 SubcInd, | Cham                         |
| Asparagus aethiopicus L.                                   | Asparagopsis aethiopica (L.) Kunth, Asparagus densiflorus auct. nonn., Asparagus sprengeri Regel, Protasparagus aethiopicus (L.) Oberm. (cf.: Asparagus densiflorus (Kunth) Jessop) | esparreguera de Sprenger [pr], espàrrec falguera 2, esparreguera de jardí | [21 Macar, [24 AfrTrop-NE, 27 Afr-S, [29 OcInd-W, [50 Aus, [60 Pac-SW, [62 Pac-NW, [78-EUA-SE, [79 Mex, [81 Carib, [85 AmSud-S, cult-orn, | Hemicr-sc; 2 m               |
| Asparagus africanus Lam.                                   | Asparagus asiaticus auct., Asparagus cooperi Baker, Protasparagus africanus (Lam.) Oberm.                                                                                           | esparreguera d'Àfrica | 22 AfrTrop-W, 23 AfrTrop-CW, 24 AfrTrop-NE, 25 AfrTrop-E, 26 AfrTrop-S, 27 Afr-S, 35 PenArab, 40 SubcInd, [50 Aus, | NPhan-sc                     |
| Asparagus albus L.                                         | | esparreguera de gat [pr], esparreguera borda, esparreguera de ca, esparreguera de moix, esparreguera de secà | 12 Eur-SW (Fra, ICor, ISar, PVal, IBal, Esp, Por), 13 Eur-SE, 20 Afr-N, | Hemicr-sc; 0,5-1 m           |
| Asparagus altissimus Munby                                 | | esparreguera alta | 20 Afr-N, 22 AfrTrop-W, | Hemicr                       |
| Asparagus aphyllus L.                                      | | esparreguera punxosa | 12 Eur-SW (ISar, Esp, Por), 13 Eur-SE, 20 Afr-N, 34 As-W, 35 PenArab, | Hemicr; 0,5-1 m              |
| Asparagus arborescens Willd. ex Schult. & Schult.f.        | | esparreguera arborescent | 21 Macar, | NPhan                        |
| Asparagus asparagoides (L.) Druce                          | Asparagus medeoloides (L.f.) Thunb., Myrsiphyllum asparagoides (L.) Willd. | esparreguera liana | [12 Eur-SW (IBal, Esp, Por), [13 Eur-SE, [21 Macar, 24 AfrTrop-NE, 25 AfrTrop-E, 26 AfrTrop-S, 27 Afr-S, [50 Aus, [51 NZel, [76-EUA-SW, [85 AmSud-S, cult. orn, natz, | Hemicr-sc; 1,5 m             |
| Asparagus capensis L.                                      | | esparreguera del Cap, esparreguera espina de gat, "katdoring" | 27 Afr-S, | Hemicr                       |
| Asparagus cochinchinensis (Lour.) Merr.                    | Asparagus lucidus Lindl., Asparagus sinicus (Miq.) C. H. Wright | esparreguera de la Xina | 36 Xina, 38 As-E, 41 Indox, 42 Malesia, | Hemicr; 1-2 m                |
| Asparagus declinatus L.                                    | Asparagus crispus Lam. | esparreguera inclinada | 27 Afr-S, 29 OcInd-W, [50 Aus, [79 Mex, | Geoph; 1-1,5 m               |
| Asparagus densiflorus (Kunth) Jessop                       | Asparagus myriocladus Baker (cf.: Asparagus aethiopicus L.) | esparreguera de flors denses | [13 Eur-SE, 26 AfrTrop-S, 27 Afr-S, [28 OcAtl-C, [40 SubcInd, [50 Aus, | Hemicr; 1 m                  |
| Asparagus falcatus L.                                      | | esparreguera falciforme, esparreguera enfiladissa | 23 AfrTrop-CW, 24 AfrTrop-NE, 25 AfrTrop-E, 26 AfrTrop-S, 27 Afr-S, 29 OcInd-W, 35 PenArab, 40 SubcInd, [79 Mex, [81 Carib, | Hemicr-sc, NPhan; 7 m        |
| Asparagus filicinus Buch.-Ham. ex D.Don                    | | esparreguera de falguera | 36 Xina, 40 SubcInd, 41 Indox, | Hemicr; 0,5-0,7m             |
| Asparagus gobicus N.A.Ivanova ex Grubov                    | | esparreguera del Gobi | 36 Xina, 37 Mong, | Hemicr; 0,15-0,45 m          |
| Asparagus horridus L.                                      | Asparagus stipularis Forssk. | esparreguera marina [pr], esparreguera borda 1, esparreguera de punxa, esparreguera de secà, esparreguera punxosa 1, espàrrec bord [aspg] | 12 Eur-SW (ISar, PCat, PVal, IBal, Esp, Por), 13 Eur-SE, 20 Afr-N, 21 Macar, 34 As-W, 35 PenArab, | Cham, NPhan-sc; 0,5-1 m      |
| Asparagus macrorrhizus Pedrol, J.J.Regalado & López Encina | Asparagus maritimus auct., non (L.) Mill. | esparreguera del Mar Menor | 12 Eur-SW (Esp), | Hemicr; (0,6)-1 m            |
| Asparagus maritimus (L.) Mill.                             | | esparreguera de sorral, espàrrec de sorral [aspg] | 12 Eur-SW (Fra, ICor, ISar, PCat, PVal?), 13 Eur-SE, 14 Eur-E, | Hemicr, Geoph-rh; 0,3-1 m    |
| Asparagus officinalis L.                                   | Asparagus altilis (L.) Asch., Asparagus esculentus Salisb., Asparagus tenuifolius auct., Asparagus sativus Mill.                                                                    | esparreguera d'hort [pr], esparreguera cultivada [pr], esparreguera comercial, esparreguera vera, espàrrec [aspg], espàrrec blanc [aspg], espàrrec morat [aspg], espàrrec verd [aspg], espàrec [aspg], espàrgol [aspg], urpa [rhiz]                                                                                             | 10 Eur-N, 11 Eur-C, 12 Eur-SW (Fra, ICor, [ISar, PCat, PVal, Esp, Por), 13 Eur-SE, 14 Eur-E, 20 Afr-N, [24 AfrTrop-NE, [29 OcInd-W, 30 Sib, 32 As-C, 33 Cauc, 34 As-W, 36 Xina, 37 Mong, 40 SubcInd, [43 Papuasia, [50 Aus, [51 NZel, [62 Pac-NW, [71 Can-W, [72 Can-E, [73 EUA-NW, [74 EUA-CN, [75 EUA-NE, [76-EUA-SW, [77-EUA-CS, [78-EUA-SE, [79 Mex, [80 Am-C, [83 AmSud-W, [85 AmSud-S, cult, | Hemicr, Geoph-rh; 0,5-2 m    |
| Asparagus plumosus Baker                                   | Asparagus setaceus auct. nonn., (cf.: Asparagus setaceus (Kunth) Jessop), | espareguera plomosa [pr], esparreguera fina, esparreguera de jardí | [13 Eur-SE, [21 Macar, 25 AfrTrop-E, 26 AfrTrop-S, 27 Afr-S, [50 Aus, [51 NZel, [60 Pac-SW, [61 Pac-CS, [63 Pac-CN, [76 EUA-SW, [78 EUA-SE, [81 Carib, [83 AmSud-W, [85 AmSud-S, cult-orn, natz, | Hemicr-sc                    |
| Asparagus prostratus Dumort                                | Asparagus officinalis subsp. prostratus (Dumort.) Corb. | esparreguera prostrada | 10 Eur-N, 11 Eur-C, 12 Eur-SW (Fra, PCat, PVal, Esp), 13 Eur-SE, 14 Eur-E, | Hemicr; 0,7 m                |
| Asparagus pseudoscaber Grecescu                            | Asparagus officinalis var. pseudoscaber (Grecescu) Asch. & Graebn. | esparreguera pseudoescabra | 13 Eur-SE, 14 Eur-E, | Hemicr.                      |
| Asparagus racemosus Willd.                                 | Asparagus acerosus Roxb., nom. illeg. | esparreguera de l'Índia, esparreguera shatavari | 22 AfrTrop-W, 23 AfrTrop-CW, 24 AfrTrop-NE, 25 AfrTrop-E, 26 AfrTrop-S, 27 Afr-S, [29 OcInd-W, 35 PenArab, 36 Xina, 40 SubcInd, 41 Indox, 42 Malesia, 50 Aus, [81 Carib, | sc; 2 m                      |
| Asparagus sarmentosus L.                                   | | esparreguera sarmentosa | 41 SubcInd, | Hemicr                       |
| Asparagus scandens Thunb.                                  | | esparreguera enfiladissa | 27 Afr-S, [50 Aus, [51 NZel, | Hemicr-sc; 2 m               |
| Asparagus setaceus (Kunth) Jessop                          | Protasparagus setaceus (Kunth) Oberm. (cf.: Asparagus plumosus Baker) | esparreguera setàcia | 24 AfrTrop-NE, 25 AfrTrop-E, 26 AfrTrop-S, 27 Afr-S, | Hemicr-sc; 2-3 m             |
| Asparagus tenuifolius Lam.                                 | | esparreguera de la reina | 11 Eur-C, 12 Eur-SW (Fra), 13 Eur-SE, 14 Eur-E, 34 As-W, | Hemicr; 0,4-0,8 m            |
| Asparagus umbellatus                                       | | esparreguera d'umbel·la de les Canàries (subsp. umbellatus); esparreguera d'umbel·la de Madeira (subsp. lowei) | 21 Macar, | NPhan; 5 m                   |
| Asparagus umbellulatus Bresler                             | | esparreguera de les Mascarenyes | 29 OcInd-W, | NPhan-sc; 1 m                |
| Asparagus verticillatus L.                                 | | esparreguera verticil·lada | 13 Eur-SE, 14 Eur-E, 32 As-C, 33 Cauc, 34 As-W, | Hemicr                       |
| Asparagus virgatus Baker                                   | | | 25 AfrTrop-E, 26 AfrTrop-S, 27 Afr-S, [29 OcInd-W, 35 PenArab, [50 Aus, | Hemicr, NPhan; 0,2-1 m       |
| Asparagus fallax Svent.                                    | | esparreguera de monteverde | 21 Macar, | NPhan; 2 m                   |
| Asparagus flagellaris (Kunth) Baker                        | Asparagus pauli-guilelmi Solms | | 22 AfrTrop-W, 23 AfrTrop-CW, 24 AfrTrop-NE, 25 AfrTrop-E, 26 AfrTrop-S, 27 Afr-S, 35 PenArab, | NPhan-sc                     |
| Asparagus macowanii Baker                                  | Protasparagus macowanii (Baker) Oberm. | | 26 AfrTr-S, 27 Afr-S, | NPhan                        |
| Asparagus nesiotes Svent.                                  | | esparreguera de Lanzarote, "esparraguera majorera" (subsp. purpureiensis); esparreguera de les Selvagens (subsp. nesiotes) | 21 Macar, | Hemicr                       |
| Asparagus pastorianus Webb & Berthel.                      | | esparreguera espina blanca, esparreguera de Pastor | 13 Eur-SE, 20 Afr-N, 21 Macar, | NPhan-sc                     |
| Asparagus plocamoides Webb ex Svent.                       | Asparagus scoparius var. plocamoides Bolle ex Pit. & Proust, nom. nud. | "esparragón colgante" | 21 Macar, | NPhan                        |
| Asparagus schoberioides Kunth                              | | | 30 Sib, 31 ExtOrRus, 36 Xina, 37 Mong, 38 As-E, | Hemicr; 1 m                  |
| Asparagus scoparius Lowe                                   | | "esparragón raboburro" | 21 Macar, [85 AmSud-S, | NPhan                        |
| Asparagus vaginellatus Bojer ex Baker                      | | | 29 OcInd-W, | Hemicr-sc                    |

Forma vital (g = alçària de les gemmes persistents) Forma vital de Raunkiær, WCSP, Flora dels Països Catalans, ...}.
NPhan= Nanophanerophyta (nanofaneròfits; 2-3 > g > 0,2-0,5 m); Cham= Chamaephyta (caméfits; 0,2-0,5 > g > 0 m); Hemicr= Hemicryptophyta (hemicriptòfits; g ~ 0 m, gemmes arran de terra);
Geoph= Geophyta (geòfits; g < 0 m, gemmes subterrànies); -rh= rhizomata (rizomatosos); -sc= scandentia (enfiladissos, lianes).
Alçària de la planta (h)
WGSRPD = World Geographical Scheme for Recording Plant Distributions - Sistema geogràfic mundial per al registre de la distribució de les plantes.
[... = natz = naturalitzada, subespontània; introd = introduïda, al·lòctona, exòtica; incert = origen incert; ign = origen desconegut;
dist-× = distribució dels progenitors; cult = cultivada; cult-orn = cultivada ornamental
[pr]: nom preferent; [aspg]: nom de l'espàrrec, turió o brot tendre comestible; [rhiz]: urpa de les esparregueres, rizoma suport dels borrons o gemmes